# Орєхов Олександр Михайлович
Олекса́ндр Миха́йлович Орє́хов (Маликов) (1887, місто Тула, тепер Російська Федерація — 1951, місто Москва, тепер Російська Федерація) — радянський діяч. Член Центральної контрольної комісії РКП(б) у 1923—1924 роках. Член ВЦВК.

## Життєпис
Народився в родині робітника тульського збройного заводу. Здобув початкову освіту. Трудову діяльність розпочав робітником-токарем.
Член РСДРП з 1907 року.
Брав активну участь у революційному русі, проводив підпільну роботу в Севастополі, Таганрозі, Санкт-Петербурзі, Тулі. Зазнав гонінь влади, був декілька разів заарештований. У 1916—1917 роках працював токарем Московського телефонного заводу.
З 1917 року — член Замоскворецької районної ради робітничих депутатів Москви; член Московського комітету РСДРП(б), член виконавчої комісії Московського комітету РСДРП(б).
З листопада 1917 по 1918 рік — член юридичної комісії Московського військово-революційного комітету; член президії Московської ради; політичний комісар Московського міського військового комісаріату.
З липня 1918 року служив у Червоній армії, учасник Громадянської війни в Росії.
У 1918 році — голова Революційного військового трибуналу Північного фронту; голова Революційного військового трибуналу 6-ї армії. Північного фронту.
27 вересня 1918 — 13 лютого 1919 року — член Революційної військової ради (РВР) 6-ї армії Північного фронту.
13 лютого 1919 — 31 березня 1920 року — член Революційної військової ради (РВР) 6-ї окремої армії.
У березні — жовтні 1920 року — комісар Північної залізниці.
18 жовтня — 13 грудня 1920 року — військовий комісар 8-ї стрілецької дивізії.
30 листопада — 25 грудня 1920 року — член Революційної військової ради (РВР) 16-ї армії Західного фронту.
З 1921 року — член Президії Вищої ради народного господарства (ВРНГ) РРФСР.
У 1922—1923 роках — директор Державного механічного обозного заводу міста Москви.
У 1923 році — заступник голови Ради народного господарства міста Москви; член позапланової та військово-морської інспекцій Народного комісаріату робітничо-селянської інспекції РРФСР.
У 1923—1929 роках — голова тресту 2-го Льоноуправління.
З 1929 року — голова Центрального бюро сприяння робітничому винахідництву при ВРНГ СРСР; член колегії Народного комісаріату комунального господарства РРФСР; член колегії Народного комісаріату легкої промисловості СРСР.
Потім — на пенсії в Москві.
Помер 1951 року в Москві. Похований на Донському цвинтарі Москви.